# Valdemar da Suécia
Valdemar (c. 1240 – 26 de dezembro de 1302) – também conhecido como Valdemar Birgersson - foi o rei da Suécia em 1250-1275.                                                                                                                              
 Era o filho mais velho de Birger Jarl e sua esposa Ingeborg Eriksdotter da Suécia, filha do rei Érico X (Erik Knutsson).                                                                                                      
 Foi eleito rei em 1250, regeu a Suécia juntamente com o seu pai até 1266, e foi deposto em 1275 por seu irmão Magno III (Magnus Ladulås).                                                                            
 Após várias tentativas falhadas de recuperar o poder, foi encarcerado em 1288 no castelo de Nyköping, onde faleceu em 1302. Está possivelmente sepultado na abadia de Vreta.

## Filhos
Filhos com Sofia da Dinamarca:
- Érico, falecido em 1261;
- Ingeborg, nascida em 1261 ou 1263 e falecida em 1290 ou 1292. Foi Condessa de Holstein, consorte de Geraldo II de Holstein;
- Érico Valdemarsson, nascido em 1272 e falecido em 1330. Heredeiro da Suécia;
- Marina. Casada com o Conde Rodolfo de Diepholtz.
- Riquilda. Esposa do duque Przemyslaw da Polônia.
- Margarida. Monja em um convento en Skänninge.

Teve várias amantes. A mais conhecida foi sua cunhada, Jutta da Dinamarca, com que havia tido possivelmente um filha. Também se menciona Cristina de Dinamarca, Catarina de Gützkow  uma mulher chamada Lucrardis. Pode ter se casado com alguma delas.